# St. Veit (Eichel)

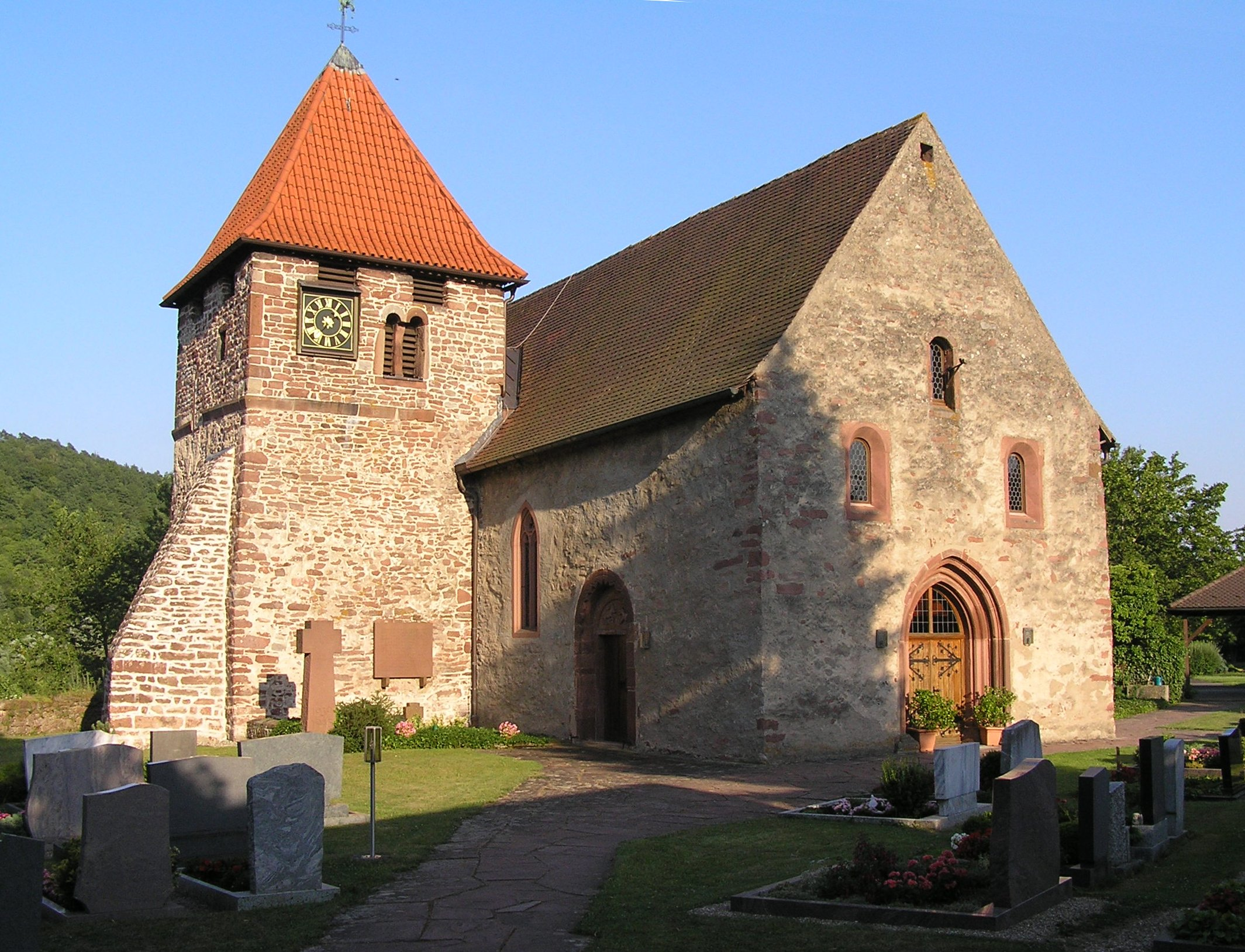
St. Veit in Eichel

Die evangelische Pfarrkirche St. Veit steht auf dem Friedhof von Eichel, einem Ortsteil der Großen Kreisstadt Wertheim im Main-Tauber-Kreis von Baden-Württemberg. Das Bauwerk ist beim Landesamt für Denkmalpflege Baden-Württemberg als Baudenkmal eingetragen. Die Kirchengemeinde gehört zum Kirchenbezirk Wertheim der Evangelischen Landeskirche in Baden.

## Beschreibung
Der romanische Kirchturm der einstigen Wehrkirche wird auf das 9. und 10. Jahrhundert datiert. Das oberste Geschoss wurde später umgebaut. An der Nordseite befinden sich ein Biforium als Klangarkade und das Zifferblatt der Turmuhr. Das Langhaus wurde an ihn erst im 13. Jahrhundert nach Süden angebaut. Der eingezogene Chor im Osten ist zeitgleich entstanden. 
Der Innenraum des Langhauses ist mit einer Flachdecke überspannt, der des Chors mit einem Kreuzrippengewölbe. Zur Kirchenausstattung gehört ein Flügelaltar, auf dessen Altarretabel in der Mitte die Kreuzigung dargestellt ist. Auf den Flügeln ist die Passion Jesu zu erkennen. Auf der Predella ist Christus mit den Aposteln dargestellt, auf dem Altarauszug der heilige Veit. Erhalten geblieben sind ein Sakramentshaus und das Taufbecken aus dem 14. Jahrhundert. Die Orgel wurde 1978 von Richard Rensch errichtet.